# Coreia do Norte nos Jogos Olímpicos de Verão de 1992
A Coreia do Norte competiu nos Jogos Olímpicos de Verão de 1992, realizados em Barcelona, Espanha.